# Julius Shaneson
Julius L. Shaneson (* 24. Juli 1944 in Richmond, Virginia) ist ein US-amerikanischer Mathematiker, der sich mit Topologie befasst. Er ist Professor an der University of Pennsylvania.
Shaneson wurde 1968 bei Melvin Rothenberg an der University of Chicago promoviert (Wall's Surgery Obstruction Groups for Z x G and Classification of 5-Manifolds). Er war ab Mitte der 1970er Jahre Professor an der Rutgers University und ab Mitte der 1990er Jahre an der University of Pennsylvania, wo er 2002 bis 2006 der Mathematik-Fakultät vorstand.
Er veröffentlichte mit Sylvain Cappell eine Reihe von Arbeiten zum Problem des Zusammenhangs topologischer Ähnlichkeit und linearer Äquivalenz, zu höher-dimensionaler Knotentheorie, charakteristischen Klassen singulärer Räume, und zu geometrischen Anzahlbestimmungen von Gitterpunkten mit Anwendungen in der Zahlentheorie.
Er war Invited Speaker auf dem Internationalen Mathematikerkongress in Warschau 1983 (Linear algebra, topology and number theory) und 1994 in Zürich (Characteristic Classes, Lattice Points and Euler-MacLaurin Formulae). Er war Guggenheim Fellow (1981) und Sloan Research Fellow.

## Schriften
- mit Cappell: The codimension two placement problem and homology equivalent manifolds, Annals of Mathematics, Band  99, 1974, S. 277–348
- mit Cappell: Non-linear Similarity, Annals of Mathematics, Band 113, 1981, S. 315–355
- mit Cappell: There exists inequivalent knots with the same complement, Annals of Mathematics, Band 103, 1976, S. 349–353
- mit Cappell: Singular spaces, characteristic classes, and intersection homology,  Annals of Mathematics, Band 134, 1991, S. 325–374
- mit Cappell: Stratifiable maps and topological invariants, J. Amer. Math. Soc., Band 4, 1991, S. 521–551
- mit Cappell: Fixed points of periodic differentiable maps, Inventiones Mathematicae, Band 68, 1982, S. 1–19
- mit Cappell: Singularities and immersions, Annals of Mathematics, Band 105, 1977, S. 539–552
- mit Cappell: Piecewise linear embeddings and their singularities, Annals of Mathematics, Band 103, 1976, S. 163–228
- mit Cappell: Some new four-manifolds, Annals of Mathematics, Band 104, 1976, S. 61–72
- mit Cappell, Mark Steinberger, James E. West: Nonlinear conjugacy begins in dimension six, American Journal of Mathematics, Band 111, 1989, S. 717
- mit R. Lashof: Smoothing 4-manifolds, Inventiones Mathematicae, Band 14, 1971, S. 197–210